# 15e cérémonie des Chlotrudis Awards
La 15e cérémonie des Chlotrudis Awards, décernés par la Chlotrudis Society for Independent Film, a eu lieu le 22 mars 2009 et a récompensé les meilleurs films indépendants de l'année précédente.

## Palmarès

### Meilleur film
- De l'autre côté (Auf der anderen Seite ou Yaşamın Kıyısında) – Réal. : Fatih Akın
  - 4 mois, 3 semaines, 2 jours (4 luni, 3 săptămâni şi 2 zile) – Réal. : Cristian Mungiu
  - Be Happy (Happy-Go-Lucky) – Réal. : Mike Leigh
  - Morse (Låt den rätte komma in) – Réal. : Tomas Alfredson
  - Winnipeg mon amour (My Winnipeg) – Réal. : Guy Maddin

### Meilleur réalisateur
(ex æquo)
- Mike Leigh pour Be Happy (Happy-Go-Lucky)
- Guy Maddin pour Winnipeg mon amour (My Winnipeg)
  - Tomas Alfredson pour Morse (Låt den rätte komma in)
  - Cristian Mungiu pour 4 mois, 3 semaines, 2 jours (4 luni, 3 săptămâni şi 2 zile)
  - Kelly Reichardt pour Wendy et Lucy (Wendy and Lucy)

### Meilleur acteur
- Richard Jenkins pour le rôle de Walter Vale dans The Visitor
  - Brendan Gleeson pour le rôle de Ken dans Bons baisers de Bruges (In Bruges)
  - Sean Penn pour le rôle de Harvey Milk dans Harvey Milk (Milk)
  - Mickey Rourke pour le rôle de Randy 'The Ram' Robinson dans The Wrestler
  - Jean-Claude Van Damme pour le rôle de JCVD dans JCVD

### Meilleure actrice
- Kristin Scott Thomas pour le rôle de Juliette Fontaine dans Il y a longtemps que je t'aime
  - Sally Hawkins pour le rôle de Poppy Cross dans Be Happy (Happy-Go-Lucky)
  - Lina Leandersson pour le rôle d'Eli dans Morse (Låt den rätte komma in)
  - Anamaria Marinca pour le rôle d'Otilia dans 4 mois, 3 semaines, 2 jours (4 luni, 3 săptămâni şi 2 zile)
  - Michelle Williams pour le rôle de Wendy Carroll dans Wendy et Lucy (Wendy and Lucy)

### Meilleur acteur dans un second rôle
- Eddie Marsan pour le rôle de Scott dans Be Happy (Happy-Go-Lucky)
  - Ricardo Darín pour le rôle de Kraken dans XXY
  - Tom Noonan pour le rôle de Sammy Barnathan dans Synecdoche, New York
  - Julian Richings pour le rôle du Dr Heker dans The Tracey Fragments
  - Michael Shannon pour le rôle de John Givings dans Les Noces rebelles (Revolutionary Road)

### Meilleure actrice dans un second rôle
- Elsa Zylberstein pour le rôle de Léa dans Il y a longtemps que je t'aime
  - Hiam Abbass pour le rôle de Mouna Khalil dans The Visitor
  - Penélope Cruz pour le rôle de María Elena dans Vicky Cristina Barcelona
  - Ronit Elkabetz pour le rôle de Dina dans La Visite de la fanfare (ביקור התזמורת)
  - Nadia Litz (en) pour le rôle de Susan dans Monkey Warfare
  - Ann Savage pour le rôle de la mère dans Winnipeg mon amour (My Winnipeg)

### Meilleure distribution
- Monkey Warfare
  - La Visite de la fanfare (ביקור התזמורת)
  - De l'autre côté (Auf der anderen Seite ou Yaşamın Kıyısında)
  - Les Méduses (מדוזות)
  - Synecdoche, New York

### Meilleur scénario original
- 4 mois, 3 semaines, 2 jours (4 luni, 3 săptămâni şi 2 zile) – Cristian Mungiu
  - Be Happy (Happy-Go-Lucky) – Mike Leigh
  - Bons baisers de Bruges (In Bruges) – Martin McDonagh
  - Il y a longtemps que je t'aime – Philippe Claudel
  - Winnipeg mon amour (My Winnipeg) – Guy Maddin
  - The Visitor – Tom McCarthy

### Meilleur scénario adapté
- Morse (Låt den rätte komma in) – John Ajvide Lindqvist
  - OSS 117 : Le Caire, nid d'espions – Jean-François Halin and Michel Hazanavicius
  - The Tracey Fragments – William Finkelstein
  - Démineurs (The Hurt Locker) – Maureen Medved
  - XXY – Lucía Puenzo

### Meilleure photographie
- Morse (Låt den rätte komma in) – Hoyte van Hoytema
  - Rencontres au bout du monde (Encounters at the End of the World) – Peter Zeitlinger
  - The Fall – Colin Watkinson
  - Winnipeg mon amour (My Winnipeg) – Jody Shapiro
  - Slumdog Millionaire – Anthony Dod Mantle

### Buried Treasure
- The Order of Myths
  - Alexandra (Александра)
  - Chop Shop
  - Les Chansons d'amour
  - Patti Smith: Dream of Life
  - Naissance des pieuvres

### Meilleur film documentaire
- Le Funambule (Man on Wire)
  - Chris & Don
  - Rencontres au bout du monde (Encounters at the End of the World)
  - Winnipeg mon amour (My Winnipeg)
  - Surfwise

### Meilleur court métrage
- Well-Founded Concerns
  - Entropy and Me
  - Gaining Ground
  - Lucky Numbers
  - Mind the Gap
  - Parallel Adele
  - Space
  - Victoria

### Career So Far Award
- Paprika Steen